# Tabernaemontana marckgarviana
Tabernaemontana marckgarviana là một loài thực vật có hoa trong họ La bố ma. Loài này được J.F. Macbr. miêu tả khoa học đầu tiên.